# Britanni

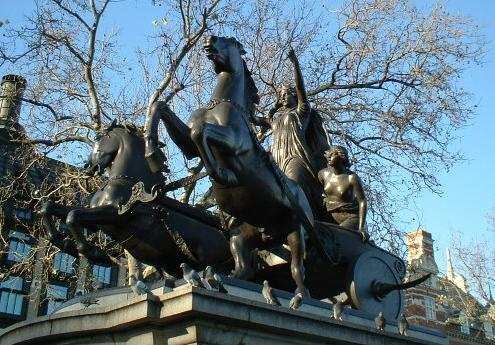
La statua di Boudicca (Boadicea), regina degli Iceni, a Westminster

I Britanni erano un insieme di popolazioni celtiche stanziate nell'antichità nelle Isole britanniche (Gran Bretagna e Irlanda). Giunti nella regione a partire dall'VIII secolo a.C., i Celti della Britannia rimasero frazionati in numerose tribù, facilitando così la conquista del loro territorio prima da parte dei Romani (I secolo d.C.) e poi degli Anglosassoni (V secolo). I Britanni furono sottomessi politicamente e culturalmente ai nuovi dominatori, ma la loro civiltà celtica non fu mai del tutto sradicata, contribuendo a formare (insieme ad apporti latino-cristiani e germanici) le moderne popolazioni di Gran Bretagna e Irlanda, tanto che le uniche lingue celtiche sopravvissute fino a oggi sono proprio di origine britannica.
La principale fonte sui Britanni è Cesare, che nel suo De bello Gallico riferì delle due spedizioni da lui condotte in Gran Bretagna a metà del I secolo a.C. Altre notizie le dobbiamo al navigatore cartaginese Imilcone, che nel V secolo a.C. intraprese un viaggio in queste terre, e al geografo greco Pitea (IV secolo a.C.).

## Storia

### Le origini
A partire dall'VIII-VI secolo a.C., gruppi di Celti invasero a più riprese le isole britanniche, sovrapponendosi ai precedenti abitanti. Tali gruppi provenivano, attraverso La Manica, dalle coste continentali dell'Europa, che i Celti avevano raggiunto dopo aver avviato la loro espansione dall'area della Cultura di La Tène, discendendo il corso del Reno. A partire dall'odierna Inghilterra meridionale, si espansero rapidamente in tutta la Gran Bretagna e l'Irlanda, anche se nell'attuale Scozia il popolo pre-indoeuropeo dei Pitti conservò la propria individualità.

### La frammentazione politica

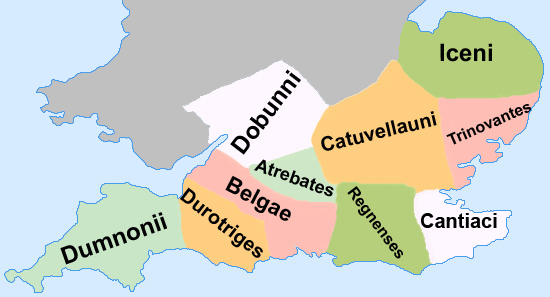
I popoli della Britannia meridionale al tempo della seconda campagna di Cesare (54 a.C.)

Come tutti i Celti, i Britanni non raggiunsero mai un'unità politica; in alcuni rari momenti stipularono leghe militari provvisorie, per far fronte a un comune nemico. Gaio Giulio Cesare, che nel 55 a.C. giunse con la sua flotta in Gran Bretagna, distinse gli abitanti in autoctoni e costieri, che nel II secolo a.C. erano emigrati dalla Gallia belgica e avevano fondato alcuni regni. Tra le popolazioni più importanti, Cesare ricorda i Cantiaci, che abitavano l'odierno Kent (che da essi prende il nome), i Dumnoni, nell'attuale Cornovaglia, e, più a nord, gli Iceni.
Cesare attesta gli stretti legami, non solo culturali ma anche economici e politici, tra i Britanni e i Galli: i domini di Diviziaco dei Suessioni, per esempio, si estendevano su entrambe le sponde della Manica e sull'isola trovavano rifugio gli esuli dalla Gallia. A loro volta, in caso di necessità, i ribelli gallici ottenevano aiuto militare dalla Britannia.

### Le spedizioni di Cesare
Nell'ambito delle guerre per la conquista della Gallia, Cesare condusse due rapide incursioni in Britannia nel 55 e nel 54 a.C., delle quali diede un resoconto nel suo De bello Gallico La prima spedizione, nella tarda estate del 55 a.C., che non raggiunse grandi risultati, fu soprattutto una spedizione ricognitiva. Le truppe approdarono sulla costa dell'odierno Kent. La seconda invasione, nel 54 a.C., ebbe maggior respiro: Cesare impose sul trono il re amico Mandubracio e costrinse alla sottomissione il suo rivale, Cassivellauno, anche se il suo territorio non fu conquistato.

### La conquista romana

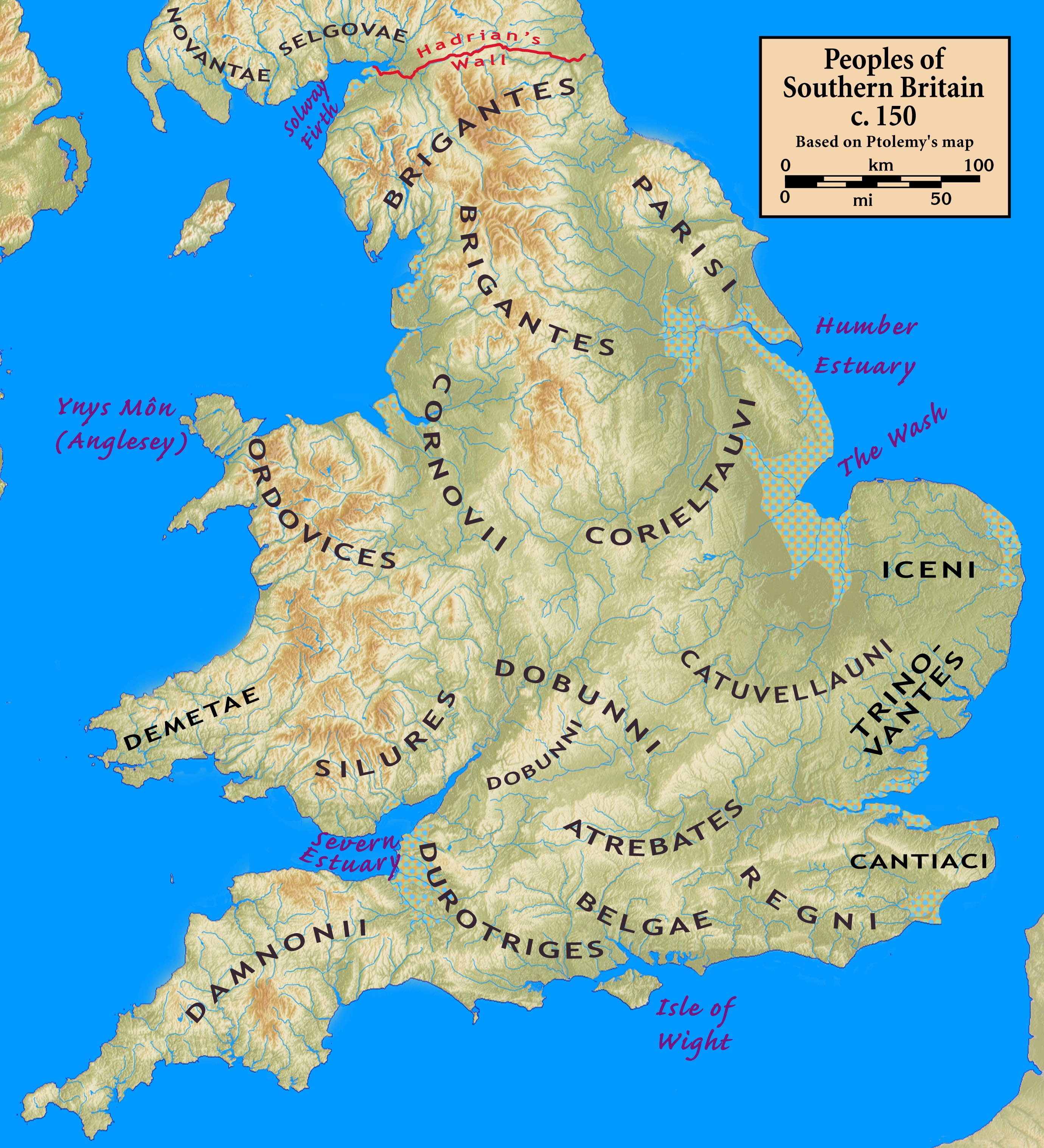
Antiche popolazioni celtiche della Britannia secondo Claudio Tolomeo.

I Britanni rimasero indipendenti sino al 43 d.C., quando l'imperatore Claudio organizzò l'invasione dell'isola, affidandola ad Aulo Plauzio. Il generale sconfisse Carataco, re dei Catuvellauni e guida della resistenza anti-romana, dando così inizio al dominio romano. In seguito, nuove spedizioni furono condotte da Publio Ostorio Scapula (47-51), da Svetonio Paolino (60-61) (che affrontò e vinse la regina degli Iceni Boudicca) e da Gneo Giulio Agricola, che conquistò le terre degli Ordovici e dei Siluri in Galles e dei Briganti nel nord dell'Inghilterra e infine sconfisse le tribù dell'odierna Scozia. I Romani occuparono l'area degli attuali Inghilterra e Galles, erigendo a nord un limes fortificato: il Vallo di Adriano (122), in seguito (142) spostato temporaneamente ancora più a nord (Vallo di Antonino). Al di là del limes (nell'attuale Scozia e in Irlanda) rimasero sia tribù britanniche, sia i Pitti.

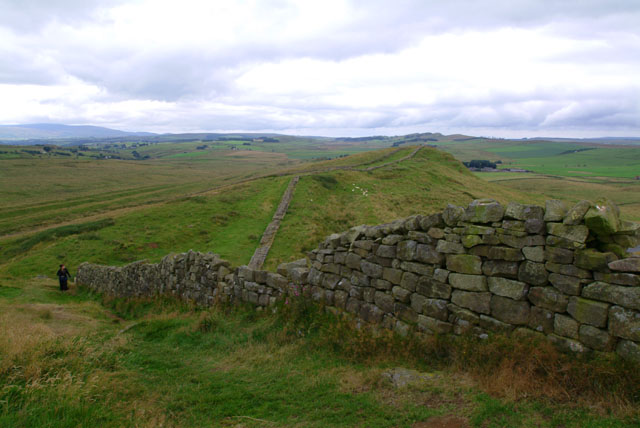
I resti del Vallo di Adriano

Durante la dominazione romana, l'influenza della lingua e della cultura latina penetrò soltanto nelle classi più elevate, mentre nel popolo continuò a preservarsi la tradizione celtica: alla cessazione del controllo romano della Britannia (inizio del V secolo) l'identità etnica e linguistica dei Celti era ancora viva, e sopravvisse a lungo anche alle successive invasioni germaniche. La dominazione romana, e in particolare la concessione della cittadinanza romana a vasti strati di popolazione autoctona, generò tuttavia un livello di identificazione etnico-culturale misto: quello dei Romano-Britanni, in seguito riassorbiti dal dominante elemento celtico che fu indotto dalle invasioni anglosassoni a spostarsi nelle regioni non conquistate; alcuni emigrarono verso la Bretagna francese e la Galizia nella penisola iberica.

### La conquista anglosassone
La dominazione romana in Britannia terminò agli inizi del V secolo, quando le legioni lasciarono l'isola (410 circa), la quale divenne sede di una massiccia colonizzazione da parte di popoli germanici provenienti dal continente: sassoni, juti e angli, che si fusero a formare il popolo degli inglesi. Con la colonizzazione inglese, gran parte dei Celti britannici si spostarono a ovest, originando le moderne nazioni dei gallesi, dei cornici e dei mannesi, mentre altri migrarono nella regione dell'Armorica, l'odierna Bretagna francese, e della Galizia nella penisola iberica. Nel nord vi fu una commistione più armoniosa tra Celti e Germani che dette origine al popolo degli scozzesi.
Dalla fusione di tali elementi, si formarono le moderne popolazioni di Gran Bretagna e Irlanda. Gli unici popoli moderni che conservano lingue celtiche sono proprio quelli delle Isole britanniche (lingue celtiche insulari, nei due rami goidelico e brittonico).

### La ripresa altomedievale (VI-X secolo)

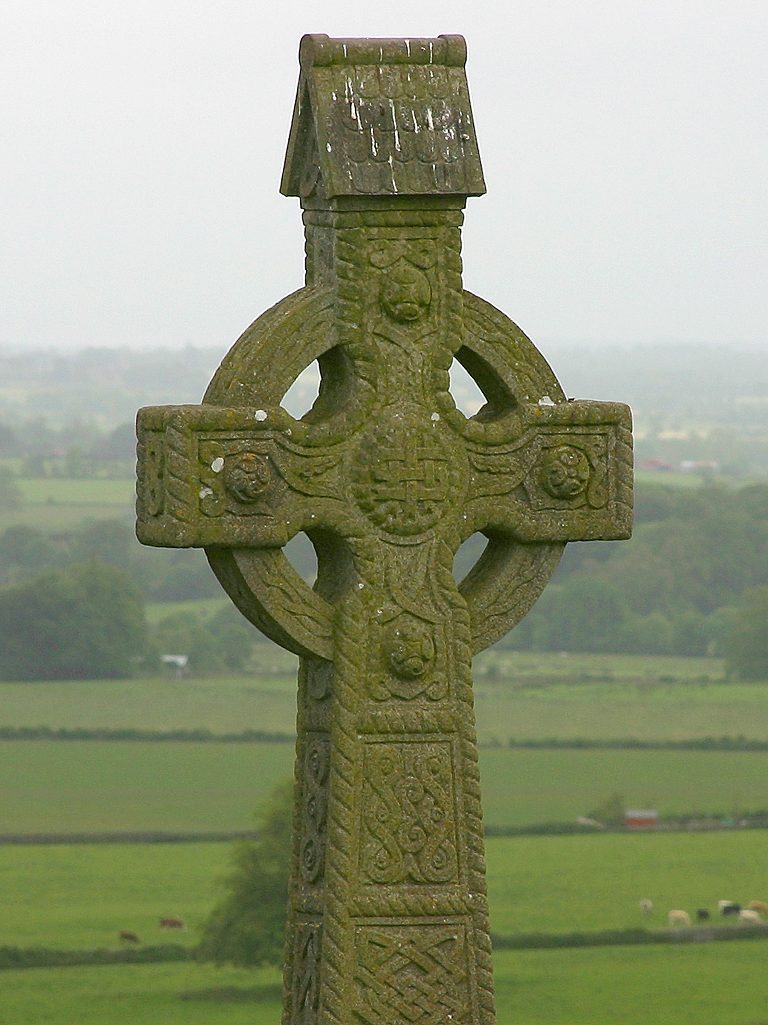
Una croce celtica. Questo tipo di croce, tipicamente irlandese, è uno dei simboli ripresi dall'antica cultura celtica e adattata alla religione cattolica

La Gran Bretagna subì, dal IV secolo, lungo le sue coste occidentali, un processo di ri-celtizzazione da parte di gruppi provenienti dalla vicina Irlanda. A partire dalla missione di san Patrizio in Irlanda (432), l'isola conobbe una fioritura culturale che, attraverso lo slancio religioso, sviluppò l'eredità celtica, ora integrata con nuovi elementi di matrice cristiana. A questi anni risalgono le prime testimonianze delle lingue celtiche insulari.
La fase espansiva dei Celti irlandesi caratterizzò gli ultimi secoli del I millennio e interessò principalmente la Scozia, con lo sviluppo del regno di Dalriada, e l'Isola di Man. Nel medesimo periodo, l'Irlanda fu invasa e parzialmente controllata dai Vichinghi, durante il IX e X secolo.

### Il declino definitivo (dall'XI secolo)
Nonostante la vivacità culturale, gli eredi dei Britanni furono - salvo rari momenti, come dopo la Battaglia di Carham (vinta nel 1018 da re Malcolm II di Scozia) - sempre soggetti a nuovi dominatori, tutti di lingua germanica: i Vichinghi prima e gli Anglosassoni poi. L'identità celtica subì un forte processo di arretramento, testimoniato dalla progressiva riduzione dell'area occupata dai parlanti madrelingua delle diverse varietà delle lingue celtiche insulari
Il II millennio ha registrato una costante regressione dei superstiti elementi celtici, sottoposti a un continuo processo di anglicizzazione sia linguistica, sia politica, sia culturale. Dalla fusione dell'elemento celtico e di quello germanico (vichingo e anglosassone) sono derivate, etnicamente e culturalmente, le moderne popolazioni di Gran Bretagna e Irlanda: non più quindi - e fin dal Medioevo - popolazioni celtiche in senso stretto, ma eredi moderne degli antichi Britanni, variamente ibridati - come ogni altro popolo europeo - con numerosi apporti successivi.

## Economia
I Britanni estraevano e commerciavano stagno, coltivavano grano e allevavano bestiame. In particolare, lo stagno dei Britanni era commerciato, attraverso i Galli e i Cartaginesi, in tutto il bacino del Mediterraneo.

## Lingua
Quasi nulle sono le testimonianze sopravvissute della lingua britannica, parlata dagli antichi Britanni. Benché la linguistica distingua lingue celtiche continentali e lingue celtiche insulari, tale divisione non è, a dispetto del nome, geografica, bensì cronologica: le prime sono quelle attestate in età antica (e non esistono testimonianze delle lingue celtiche parlate sulle Isole britanniche anteriori al IV secolo d.C.); le seconde sono quelle attestate a partire dal Medioevo (e presenti proprio ed esclusivamente sulle Isole britanniche). Tuttavia, molti tratti delle prime iscrizioni in alfabeto ogamico rinvenute in Irlanda (definite in irlandese arcaico o proto-irlandese) offrono tratti linguistici affini a quelli delle lingue celtiche continentali, come per esempio l'assenza della lenizione.

### Fonti primarie
- Gaio Giulio Cesare, De bello Gallico.
- Dione Cassio, Storia romana

### Letteratura storiografica
- (EN) Stephen Allen, Wayne Reynolds, Celtic warrior: 300 BC-AD 100, Oxford, 2001, ISBN 1-84176-143-5.
- Peter Berresford Ellis, L'impero dei Celti, Bologna, Il Mulino, 1997, ISBN 88-384-4008-5.
- (EN) Maureen Carroll, Romans, Celts & Germans: the german provinces of Rome, Charleston, 2001, ISBN 0-7524-1912-9.
- Pierluigi Cuzzolin. Le lingue celtiche, in  Emanuele Banfi (a cura di), La formazione dell'Europa linguistica. Le lingue d'Europa tra la fine del I e del II millennio, Scandicci, La Nuova Italia, 1993, ISBN 88-221-1261-X.
- Venceslas Kruta, I Celti, Milano, 2007, ISBN 978-88-95363-15-8.
- Francisco Villar, Gli Indoeuropei e le origini dell'Europa, Bologna, Il Mulino, 1997, ISBN 88-15-05708-0.

### Contesto storico generale
- Organizzazione militare dei Britanni
- Battaglie dei Britanni
- Britannia
- Celti
- Cristianesimo celtico
- Lista di tribù celtiche
- Medio Evo inglese (V-XVI secolo)
- Re dei Britanni

### Rapporti con Roma
- Britannia (provincia romana)
- Conquista della Gallia
- Governatori romani della Britannia
- Regni clienti di Roma in Britannia
- Romano-Britanni
- Spedizioni cesariane in Britannia